# Piața Victoriei (Timișoara)

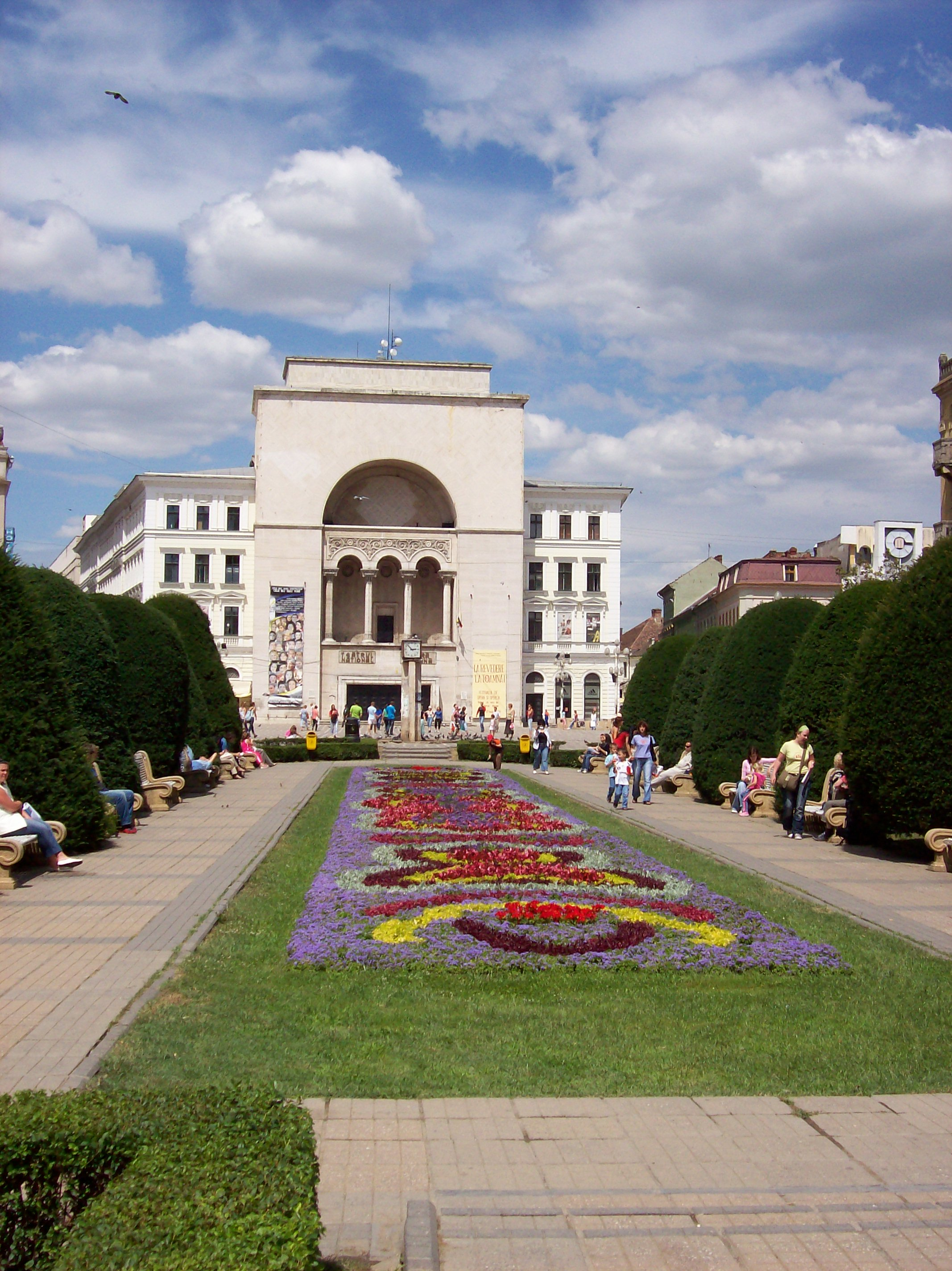
Blick auf die Oper

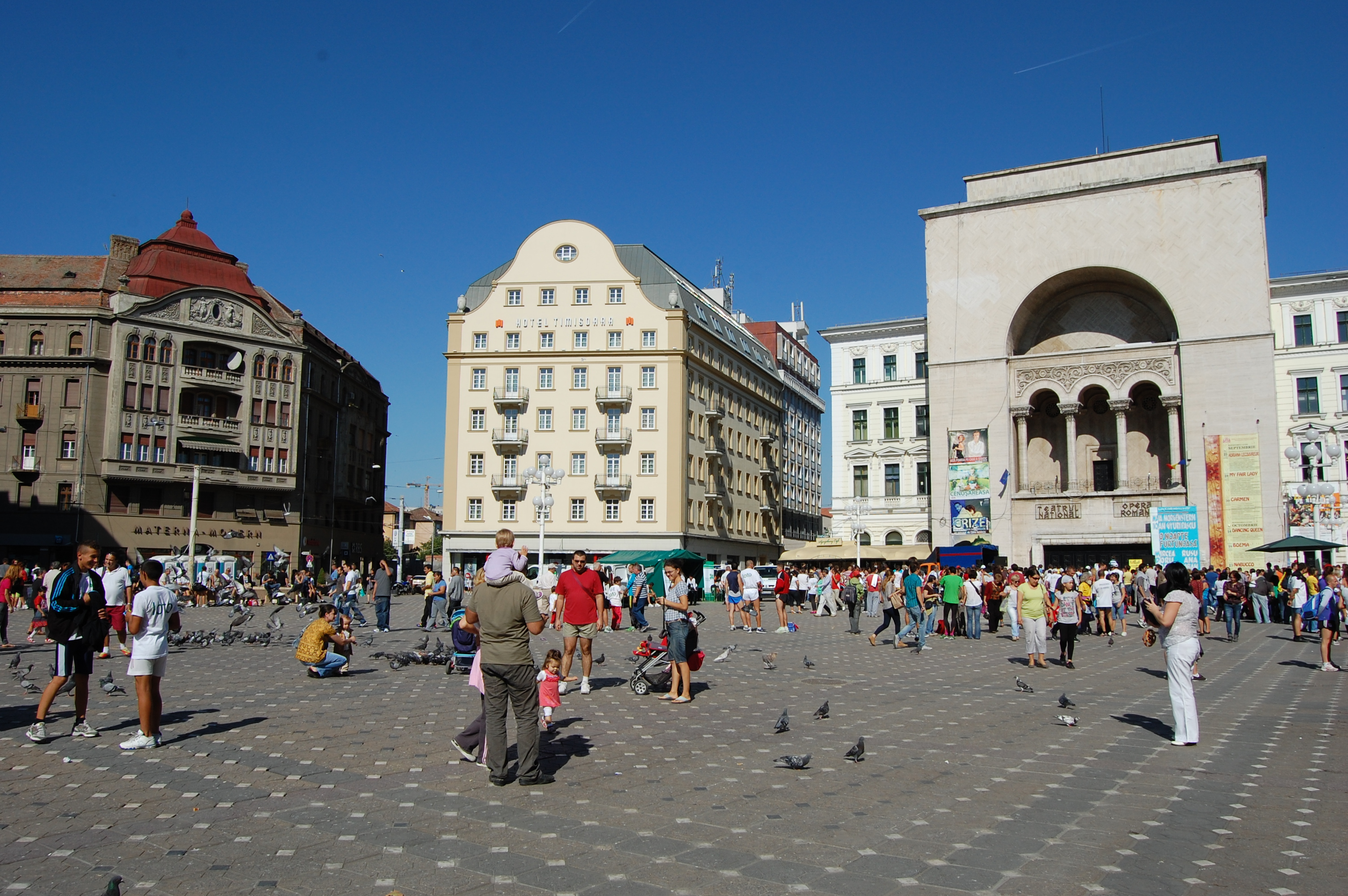
Piața Victoriei, Blick auf die Oper

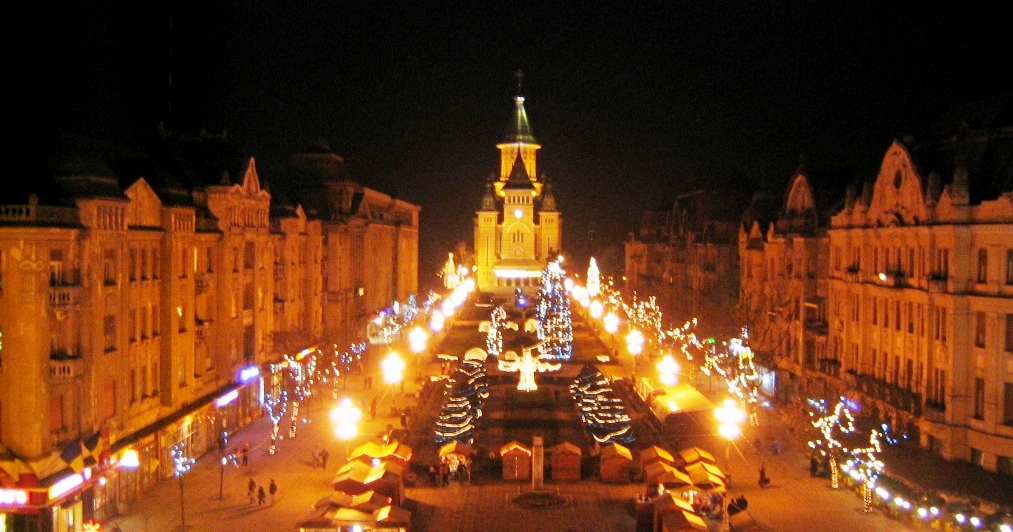
Piaţa Victoriei bei Nacht

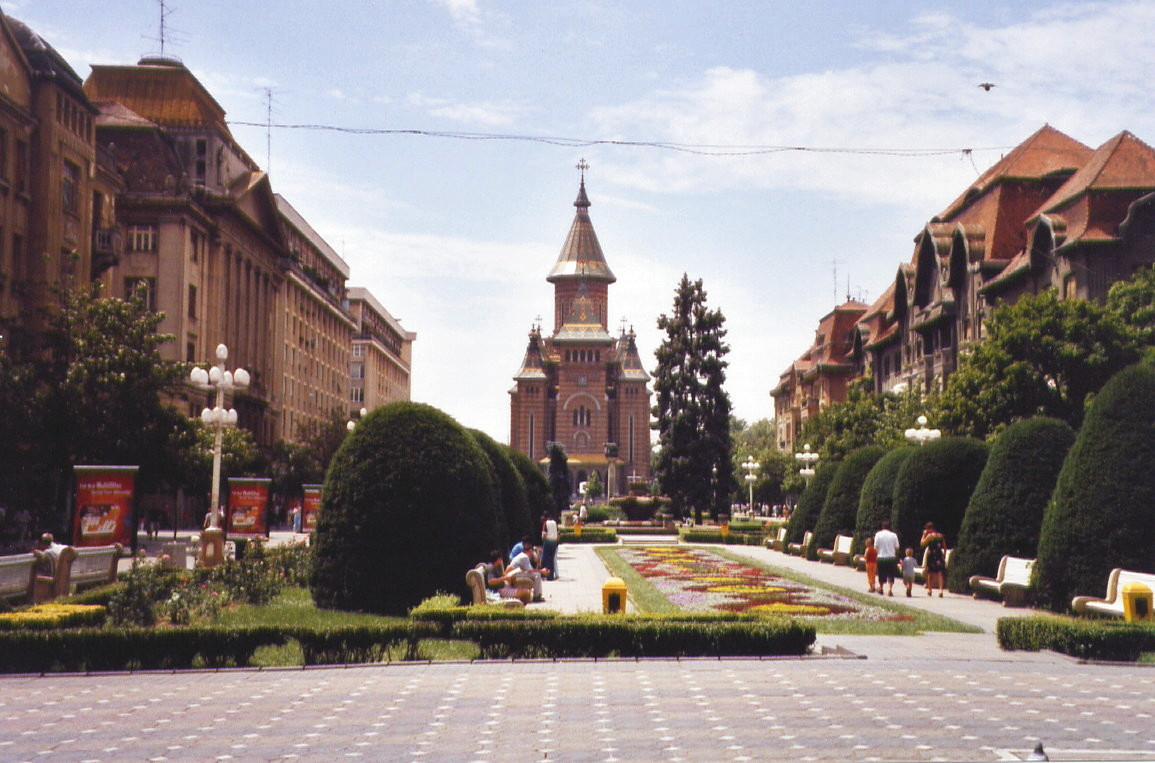
Lloydzeile 2002 mit Blick auf die Kathedrale

Die Piața Victoriei (deutsch Siegesplatz), auch Piața Operei (dt. Opernplatz) genannt, ist ein Platz im heutigen Stadtzentrum der westrumänischen Stadt Timișoara. Sie gilt als die bekannteste Flaniermeile der Stadt.

## Geschichte
Ursprünglich verliefen auf Höhe des heutigen Staatstheaters die Festungsmauern um den alten Kern der Inneren Stadt (rumänisch Cetate). An Stelle der heutigen Piața Victoriei verlief früher eine Allee in die Josefstadt. Das Gelände war noch im 19. Jahrhundert Teil des Festungsvorlands, diese sogenannte Esplanade durfte aus strategischen Gründen nicht bebaut werden.
Zu Beginn des 20. Jahrhunderts wurde die Bastion schließlich eingerissen, nach Schleifung der Wallanlagen ging das Festungsvorland 1905 in städtischen Besitz über. Die Allee in die Josefstadt wurde begradigt und verbreitert, ab 1910 entstand ein moderner Boulevard, flankiert von großbürgerlichen Wohnpalästen. Geplant war ursprünglich ein radial angelegtes Stadtviertel bis zur – mittlerweile kanalisierten – Bega. Dieses wäre von einer neuen Ringstraße nach Wiener Vorbild abgeschlossen worden. Der seinerzeit angelegte Platz war als neues Stadtzentrum konzipiert. Tatsächlich wurden diese Pläne nur partiell verwirklicht, im Süden schließen sich an die Piața Victoriei weitläufige Parkanlagen an – große Teile des Festungsvorlands sind bis heute unbebaut.
1923 wurde der Platz umfangreich umgebaut. Die Straßenbahngleise verliefen fortan nach Fahrtrichtung getrennt in einem Abstand von 30 Metern zueinander, in ihrer Mitte entstand die heutige Grünanlage. Letztere wurde jedoch im Laufe der Jahre mehrfach umgestaltet.
Mitte der 1980er-Jahre verbannte man den Individualverkehr vom Vorplatz der Oper, die einst dort befindliche Unterführung wurde geschlossen. Im Sommer 1989 verlegte man schließlich auch die örtliche Straßenbahn in parallel führende Straßen, seither ist die Piața Victoriei eine reine Fußgängerzone.
Während der Rumänischen Revolution von 1989, die zum gewaltsamen Sturz des Regimes unter Nicolae Ceaușescu führte, war die heutige Piața Victoriei ein zentraler Schauplatz der ersten Massendemonstrationen und blutigen Unruhen. Unter anderem hielten die Revolutionäre vom Balkon der Oper aus ihre Reden. Noch heute (Stand 2009) sind in den Fassaden der Häuser links und rechts der Prachtmeile die Einschusslöcher von Geschossen zu sehen.
Neben dem Theater erinnern ein schlichtes Holzkreuz, brennende Kerzen und Blumen an die Opfer des Aufstands.

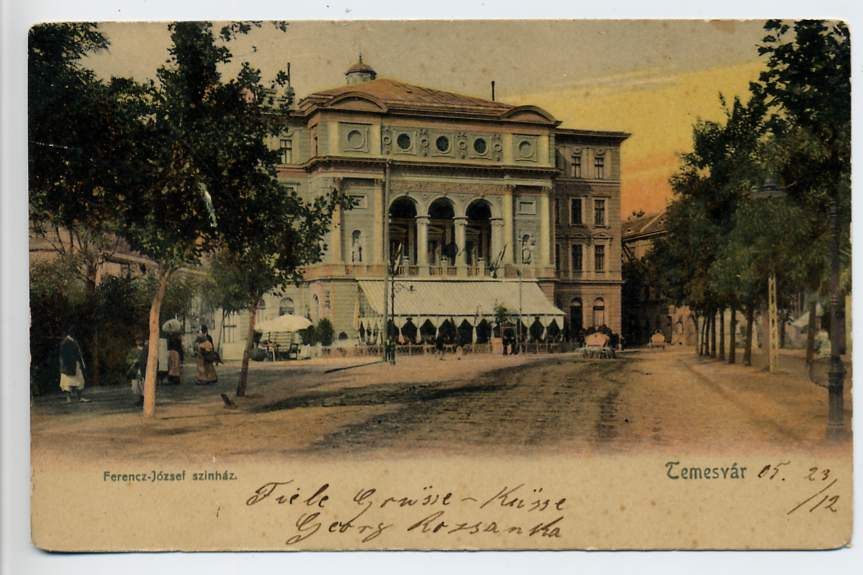
Die einstige Allee in die Josefstadt, rechts im Bild bereits die Masten der elektrischen Straßenbahn
Die Festungsanlagen vor dem Staatstheater
Von 1905 bis 1923 verlief die Straßenbahn in Mittellage
- Das Festungsvorland in den 1890er-Jahren, deutlich zu erkennen die gekrümmte Führung der Allee in die Josefstadt

## Beschreibung
Die langgestreckte Piața Victoriei liegt zwischen der rumänisch-orthodoxen Kathedrale der Heiligen drei Hierarchen und dem Nationaltheater und Opernhaus (mit dem Deutschen Staatstheater und dem Ungarischen Staatstheater), welche etwas über 350 Meter auseinander liegen. Der Platz ist gesäumt von abwechslungsreicher Architektur im Barock-, Wiener Secession- und rumänischen Neo-Brâncoveanu-Stil. Hier sind zahlreiche Geschäfte und Straßencafés, sowie Schanigärten im Sommer angesiedelt.
Zu beiden Seiten des breiten Platzes befinden sich einige der bekanntesten Stadtpalais. Von der Oper kommend und in Richtung Orthodoxe Kathedrale gesehen befindet sich rechts als erstes Gebäude auf dem Platz das Hotel Timișoara, das als Pension Central nach den Plänen der Architekten László Székely und Mathias Hubert zwischen 1928 und 1929 erbaut wurde. Es folgt anschließend das Palais Weiss, das 1912 gebaut wurde. Das Palais Lloyd wurde zwischen 1910 und 1912 nach den Plänen des Architekten Lipót Baumhorn gebaut. Heute ist hier der Sitz des Rektorats der Polytechnischen Universität. Im Erdgeschoss befindet sich das Lloyd Restaurant. Das Palais Neuhaus wurde mit Einflüssen des ungarischen Jugendstils vom László Székely erbaut. Das Palais Merbl wurde nach Plänen des Architekten Arnold Merbl gebaut. Das Palais Dauerbach wurde im Jahr 1913 nach Plänen László Székelys für Georg Dauerbach erbaut. Das Palais Hilt & Vogel wurde zwischen 1912 und 1913 nach Plänen von László Székely erbaut. Die Széchényi-Gesellschaft ließ sich zwischen 1900 und 1914 das Palais Széchényi nach den Plänen von László Székely bauen.
Auf der linken Seite des Platzes findet man als erstes Gebäude das Palais Löffler, das die Familie Löffler zwischen 1912 und 1913 erbauen ließ. Das Handelskammer Palais wurde im Jahr 1850 durch kaiserlichen Erlass eingerichtet, und 1933 von László Székely erbaut. Vollendet wurde die Bebauung der Piața Victoriei aber erst in den Jahren 1961 bis 1963. Damals entstanden zwischen der Kathedrale und der Handelskammer zwei moderne Wohn- und Geschäftshäuser; sie schlossen die jahrzehntelange Baulücke in diesem Bereich.
Im Mittelteil wurde ein parkartiger Garten mit Blumen, Alleen, Sitzbänken angelegt. Hier befinden sich drei Denkmäler, so der Fischbrunnen, der in der Form eines fünfeckigen Sterns im Jahr 1957 gebaut wurde. Der Name kommt von den Fischen, die das Wasser durch das Maul spritzen lassen. Das nächste Denkmal ist das Standbild einer Romulus und Remus säugenden kapitolinischen Wölfin auf einer fünf Meter hohen Säule. Es ist eine Kopie des römischen Originals und ein Geschenk der Stadt Rom vom 23. April 1926 an die Bewohner der Stadt, als Allegorie ihres lateinischen Wesens. Das dritte Denkmal, eine den Opfern der Revolution vom Dezember 1989 gewidmete Skulptur mit dem Namen Crucificarea (deutsch Kreuzigung), ist ein Werk des Künstlers Paul Neagu und befindet sich gegenüber der Kathedrale. In der Nähe des Kreuzes wurden im Dezember 2009 Gedenktafeln mit den Namen der Opfer der Revolution enthüllt.
Das folgende Diagramm zeigt die Anordnung der Gebäude am Platz, zusammen mit dem jeweiligen Jahr des Baubeginns:
| Modehaus Modex 1971  |  | Parkplatz         |                   | Palais Löffler 1912 | Palais Löffler 1912 | Palais Löffler 1912 |  | Handelskammer- palais 1933 | Wohn- und Geschäfts- haus 1961 |  | Wohn- und Geschäftshaus 1961 | Wohn- und Geschäftshaus 1961 |  | Parcul Justiției mit der Banater Philharmonie |                 |
| Strada Alba Iulia    |  |                   |                   |                     |                     |                     |  |                            |                                |  |                              |                              |  | Bd. Regele Ferdinand                          |                 |
| Oper 1871            |  | Fischbrunnen 1957 | Fischbrunnen 1957 | Fischbrunnen 1957   | Fischbrunnen 1957   | Fischbrunnen 1957   |  | Kapitolinische Wölfin 1926 | Kapitolinische Wölfin 1926     |  | Skulptur Crucificarea 1990   | Skulptur Crucificarea 1990   |  | Kathedrale 1936                               | Kathedrale 1936 |
| Strada Mărășești     |  |                   |                   |                     |                     |                     |  |                            |                                |  |                              |                              |  | Bd. Carol Regele I                            |                 |
| Hotel Timișoara 1928 |  | Paleis Weiss 1912 |                   | Palais Lloyd 1910   | Palais Neuhaus 1912 | Palais Merbl 1911   |  | Palais Dauerbach 1911      | Palais Dauerbach 1911          |  | Palais Hilt & Vogel 1912     | Palais Széchényi 1900        |  | Parcul Central                                |                 |

## Name des Platzes
Ursprünglich war die unbebaute Allee ein Teil der langen Hunyadi út, diese begann beim Theater und führte bis weit in die Josefstadt hinein. Um 1910 herum teilte man die Namen auf, der heutige Platz hieß fortan einige Jahre lang Ferencz József út. Nur kurz darauf wurde er in Ferdinánd király út beziehungsweise Ferdinánd király kőrút umbenannt, in der Zwischenkriegszeit hieß er dann entsprechend Bulevardul Regele Ferdinand. Namensgeber war hierbei der österreichische Kaiser und ungarische König Ferdinand I.
In der sozialistischen Ära hieß der Platz ab 1948 Bulevardul 30 Decembrie; namensgebend war die Abdankung des rumänischen Königs Michael des Ersten am 30. Dezember 1947. In Erinnerung an die Ereignisse der Rumänischen Revolution erhielt er zu Beginn der 1990er-Jahre schließlich seinen heutigen Namen Piața Victoriei.
In der deutschen Bevölkerung wird der Platz in Anlehnung an das dortige Palais Lloyd traditionell auch Lloyd-Zeile genannt, analog dazu bei der ungarischen Bevölkerung Lloyd sor.
Eine weitere umgangssprachliche Bezeichnung für den Platz ist Corso (deutsch: Korso, ungarisch: Korzó). Die in Richtung Kathedrale gesehen linke Seite des Platzes ist ferner als Surogat (deutsch: Ersatz, Ersatzkorso) bekannt.